# Ustilago tritici
Ustilago tritici är en svampart som först beskrevs av Christiaan Hendrik Persoon, och fick sitt nu gällande namn av E. Rostr. 1890. Ustilago tritici ingår i släktet Ustilago och familjen Ustilaginaceae.   Inga underarter finns listade i Catalogue of Life.

## Källor

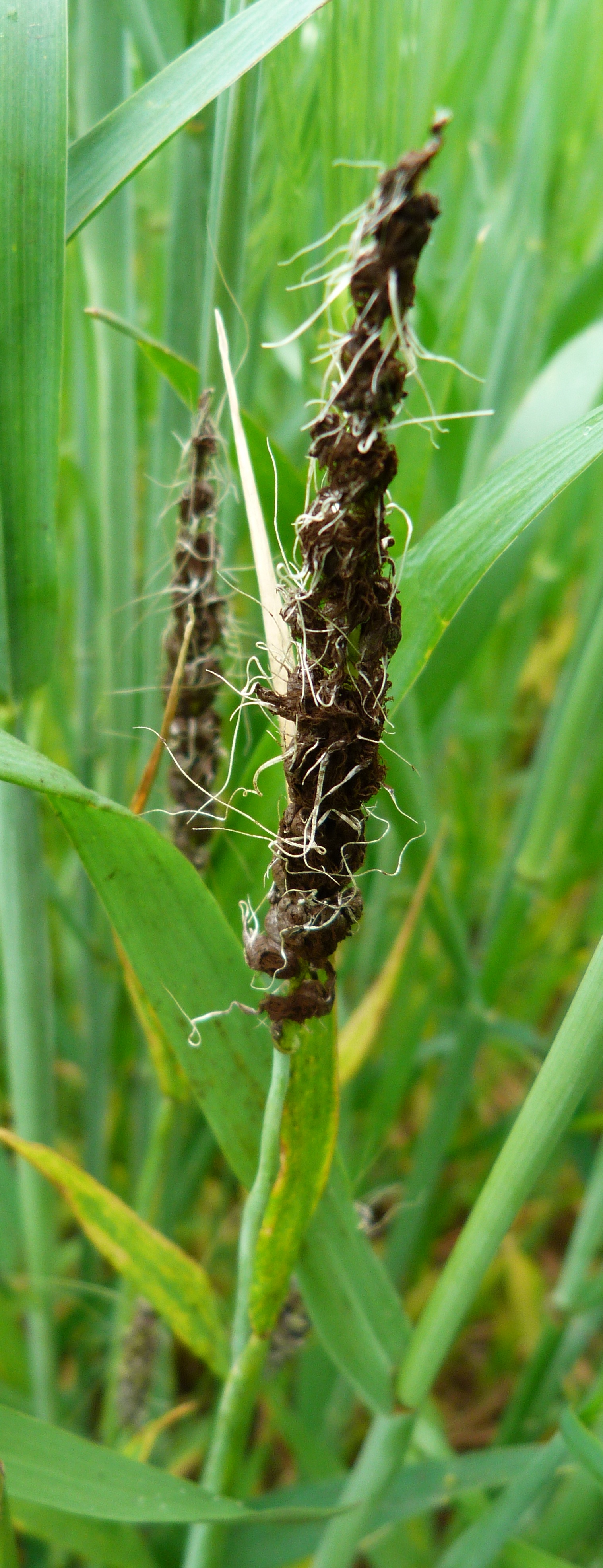